# Храм Йоґмаї
Храм Йоґмаї або Йоґмая-Мандір — стародваній індуїстський храм, присвячений богині Йоґмаї, сестрі Крішни, розташований в Меграулі, районі Делі, біля комплексу Кутб. Богиня Йоґмая є майєю, відображенням сили богів. Вважається, що цей храм існує тут з часів Махабхарати та залошився від міста Індрапрастха. Сучасний храм був збудований на початку 19 століття на заміну набагато старішому.
Храм відомий кількова великими святкуваннями, зокрема тут профодиться фестиваль Навратрі. Крім того, храм є невідємною частиною нерелігійного місцевого фестивалю Пфоол-Валон-Кі-Сайр.